# Medal 1916
Medal 1916 (irl. An Bonn 1916, ang. The 1916 Medal) – irlandzkie odznaczenie wojskowe.

## Historia
Odznaczenie zostało w dniu 24 stycznia 1941 roku, w 25 rocznicę powstania wielkanocnego, dla wyróżnienia uczestników walk powstańczych w Dublinie w dniach 23 – 29 kwietnia 1916 roku. 

## Zasady nadawania
Odznaczenie to było nadawane wszystkim uczestnikom walk powstańczych przeciwko armii brytyjskiej w dniach 23 – 29 kwietnia 1916 w czasie powstania wielkanocnego. 
Łącznie nadano 2439 odznaczeń tego typu.

## Opis odznaki
Odznaka odznaczenia owalny krążek o średnicy 38 mm wykonany ze brązu, brzegi krążka mają postać płomieni wśród nich jest osiem promieni wystających poza obręb. Jest to nawiązanie do symbolu armii irlandzkiej.
Na awersie odznaczenia w środku jest rysunek przedstawiający śmierć legendarnego bohatera irlandzkiego Cúchulainna. Na rewersie w środkowej części jest napis w języku irlandzkim Seaċtain Na Cásca 1916 (pol. Tydzień wielkanocny 1916).
Medal zawieszony był na dwukolorowej wstążce, zielono – pomarańczowej. Wstążka zawieszona jest na prostokątnym metalowej zawieszce ozdobionej celtyckim ornamentem.